# 이약우
이약우(李若愚, 1782~1860)은 조선 후기의 문신이다. 순조 때 성균관대사성, 이조참의, 강화유수, 이조참판, 사헌부대사헌, 한성부판윤, 경기도관찰사, 형조판서, 공조판서, 병조판서, 예조판서, 수원유수, 이조판서, 의정부좌참찬을 지냈다. 본관은 연안이며, 이헌구, 김도희 등과 친했다.